# Leonora Colmor Jepsen
Leonora Colmor Jepsen, művésznevén Leonora (Hellerup, 1998. október 3. –) dán énekesnő és műkorcsolyázónő. 

## Élete
Háromszor dán junior műkorcsolyabajnok volt.
2019. február 23-án a Dansk Melodi Grand Prix 2019 résztvevője volt, amit megnyert.
Leonora fogja képviselni Dániát a 2019-es Eurovíziós Dalfesztiválon, Tel-Avivban, a Love Is Forever című dallal.

## Fordítás
- Ez a szócikk részben vagy egészben  a   Leonora című dán Wikipédia-szócikk fordításán alapul.  Az eredeti cikk szerkesztőit annak laptörténete sorolja fel. Ez a jelzés csupán a megfogalmazás eredetét és a szerzői jogokat jelzi, nem szolgál a cikkben szereplő információk forrásmegjelöléseként.